# 色盲彎貝介
色盲彎貝介（学名：Loxoconcha achloropsia）为彎貝介科彎貝介屬下的一个种。

## 特徴
色盲彎貝介殼體呈橢圓形，前緣下垂，後緣上揚，背緣隆起，有一個大眼晶體。腹緣是釜底形而且凸出的，前緣有窄邊，後緣有一個牛軛形的尾板。殼表覆有網紋，中央及後端有不定形的麥粒形及眼眶形的圖案。也有些腹緣爲釜底形突出，爲緩慢的弧形。殼體周緣圍繞有狹窄且稜狀突起的邊緣。後尾板呈牛軛形或新月形，光滑或刻小毛細孔。殼表覆有粗重的網紋，網紋呈同心圓狀排列，網孔不定形，殼體中央後方著有泥塊狀的顆粒，顆粒的排列方法橫豎不定，有一個眼眶形的圖案列於殼體的後端。